# 短期療法
短期療法（ブリーフセラピー；Brief Therapy）は、ミルトン・エリクソンの影響を受けた理論・技法を有し、比較的短期間で問題の解決をみる心理療法の一派を総称である。MRIアプローチ、ソリューションフォーカストアプローチなどが代表的である。

## 概要
ブリーフセラピーが他の流派のセラピーと異なる点は、(1)特定の問題に焦点を当てること、(2)直接的な介入を重視することである。ブリーフセラピーでは、臨床的・主観的な状態をより早く治療するために、セラピストはより積極的にクライエントに働きかける責任を負う。また、正確な観察、自然資源 (リソース) の活用、新しい視点や複数の視点を考慮するための一時的な不信感の停止も重視される。
苦痛の歴史的原因を形式的に分析するのではなく、ブリーフセラピーの主なアプローチは、クライエントがより広い文脈から現在をとらえ、より機能的な理解（必ずしも意識的なレベルではない）を活用できるように援助することである。このような新しい理解に気づくことで、成功したクライアントは事実上、自発的で生成的な変化を遂げることになる。
ブリーフセラピーは多くの場合、問題志向というよりは、戦略的、探索的、解決志向が強い。問題がどのように生じたかよりも、その問題を支えている現在の要因や変化を妨げている要因に関心がある。ブリーフセラピストは一つの「正しい」アプローチに固執するのではなく、むしろ多くの道があることを受け入れ、そのどれを組み合わせても最終的に有益になる場合もあれば、そうでない場合もある。

## 創立推進者
ミルトン・エリクソンは、臨床催眠を主な手段とするブリーフ・セラピーの実践者であった。エリクソン自身が開発したものである。彼のアプローチは、ジェイ・ヘイリーの著書『Uncommon therapy』によって広められた：The psychiatric techniques of Milton Erickson M.D. (ミルトン・エリクソン医学博士の精神医学的技法)』という本で紹介されている。
『エリクソンが使っている例えは、川の流れを変えようとする人の例である。もし彼が川の流れを妨げようとすることで川の流れに逆らえば、川はただ彼を越えて回り込むだけである。しかし、もし彼が川の力を受け入れて、それを新しい方向に迂回させれば、川の力は新しい水路を切り開くだろう』
神経言語プログラミングの共同創始者であるリチャード・バンドラーもまた、ブリーフ・セラピーの確固たる支持者である。エリクソンの治療活動を長年研究した後、彼は次のように書いている。
『恐怖症を5年で治すより10分で治す方が簡単だ。物事を実行するスピードが、それを長続きさせるとは知らなかった。私は人々に恐怖症の治療法を教えた。ある週はその一部を、次の週はその一部を、その次の週はその一部をやるんだ。そして私のところに来て、"効果がない！"と言うんだ。しかし、5分間でやって、それが非常に速く起こるまで繰り返せば、脳は理解する。それが脳が学習する方法の一部なんだ。私は、人間の心はゆっくり学ぶのではないことを発見した。素早く学ぶんだ。それは知らなかった』